# Pietra runica AVM
La pietra runica AVM è una pietra runica scoperta il 13 maggio 2001 nei pressi di Kensington (Minnesota), non lontano dal sito della famosa pietra runica di Kensington scoperta nel 1898. Pochi mesi dopo il ritrovamento, alcuni studiosi ammisero di averla scolpita mentre erano ancora studenti, e che quindi si trattava di un falso.

## Scoperta e studio
Nella primavera del 2001, l'esperto scultore Janey Westin di Minneapolis ed il padre Robert G. Johnson, professore del dipartimento di geologia della University of Minnesota Twin Cities, stavano compiendo un sopralluogo delle pietre runiche situate nei pressi del Kensington Runestone Park. Analizzando una piccola isola del lago, nella fattoria di Arlen e Ruby Sabolik, a circa 400 metri dal luogo del ritrovamento del 1898, nella sera del 13 maggio Janey scoprì le lettere scolpite "AVM" su un blocco di granito coperto di muschio (circa 110 cm di lunghezza, pesante una tonnellata). Il posto era già stato analizzato da loro con diverse condizioni di luce. Fecero delle fotografie, e raccontarono della scoperta. Due settimane dopo tornarono sul posto con Scott Wolter, geologo di Minneapolis, e rimossero con attenzione il muschio per leggere le altre scritte: lessero la data del 1363 nello stesso stile della pietra runica di Kensington, ed una seconda linea di rune, probabilmente "ASU", "XSU" o "XSV". Nonostante i simboli della prima riga fossero simili a quelli della pietra del 1898, quelli della seconda erano differenti.
Nel giugno, il Runestone Museum di Alexandria istituì uno speciale comitato per analizzare la nuova scoperta, e chiamarono vari archeologi. Il 9 giugno, di comune accordo, il sito fu mappato e documentato, e l'11 luglio fu rimossa la pietra per sicurezza, avvolta in coperte e tappeti vecchi, e trasportata sul lago tramite il cofano di un'auto. Tre archeologi del Minnesota scavarono altri nove buchi attorno al sito, il 25 luglio, non trovando altre prove di presenza norrena, ma alcuni artefatti dei nativi americani comprese due scaglie di quarzo, probabilmente frutto della produzione di punte di freccia.
La scoperta fu annunciata sullo Star Tribune di Minneapolis l'11 agosto 2001. Westin dovette confermare di averla scolpita in prima persona. Il team ipotizzò che poteva essere stata costruita come riferimento della tomba di un esploratore norreno. Dopo l'esibizione al pubblico e la conferenza stampa a Kensington, la pietra fu portata al Wolter's Saint Paul per fotografie ed analisi dettagliate sull'influenza degli eventi atmosferici su pietra ed incisioni. L'archeologo statale, Mark Dudzik, era scettico, e sosteneva che "non è semplicemente logico" credere che gli esploratori scandinavi specializzati nella ricerca di risorse lungo le coste fossero penetrati fino al Minnesota nel 1360. Russell Fridley, ex direttore della Minnesota Historical Society, si dichiarò d'accordo.
Subito dopo l'annuncio, l'appassionato norreno locale Bob Berg disse che aveva trovato quella pietra facendo una ricerca simile alla fine del 1994 e che l'aveva detto nell'aprile 1995 al gruppo di ricerca vichingo di cui faceva parte. La conclusione fu che si trattava di una bufala, che non meritava altri sforzi.

## Confessione e spiegazioni
Il 5 settembre 2001 Kari Ellen Gade, allora capo del Department of Germanic Studies dell'Indiana University, e Jana K. Schulman, professore associato di English della Southeastern Louisiana University, scrissero una lettera alla Minnesota Historical Society. Spiegarono che nel giugno 1985, quando erano entrambi studenti della University of Minnesota, assieme ad alcuni amici che volevano restare anonimi avevano inciso la pietra AVM con martello e scalpello, come prova di disponibilità a credere nei misteriosi artefatti (e "per divertimento"). Rivelarono anche che le strane rune della seconda riga si sarebbero dovute leggere "ALU" (invocazione magica pagana) in un altro stile runico, ma che lo scalpello era scivolato.
Rendendo nota la cosa il 5 novembre per conto dello Special Committee, Scott Wolter, che aveva trovato "punti specifici che non mi convincono" durante gli studi scientifici, accettò la confessione dicendo "Li ringrazio di essersi fatti avanti e di averlo ammesso". Janey Westin fu meno comprensivo, dato che aveva pagato per il trasporto della pietra, ed aveva dedicato tempo ed energie a quella storia. Gade disse che la confessione era stata fatta solo perché "abbiamo visto persone a cui veniva chiesto un contributo finanziario per studiare la pietra... non credevamo corretto andare oltre". Disse anche "Mi spiace che le persone abbiano speso tempo e soldi sulla pietra, ma era chiaramente un falso".
Il ricercatore locale Barry Hanson, in un libro scritto sull'originale pietra di Kensington, spiegò le principali cose emerse dalla confessione. I test scientifici dimostrarono subito che l'incisione conteneva troppa pirite di ferro, che avrebbe dovuto trasformarsi in ossido di ferro se l'incisione fosse stata davvero antica. Inoltre, il sito, isola nel 2001, era sommerso nel 1363.